# Hemerobius madeirae
Hemerobius madeirae is een insect uit de familie van de bruine gaasvliegen (Hemerobiidae), die tot de orde netvleugeligen (Neuroptera) behoort. 
Hemerobius madeirae is voor het eerst wetenschappelijk beschreven door Tjeder in 1940.